# A Nightmare on Elm Street 4: The Dream Master
A Nightmare on Elm Street 4: The Dream Master is een Amerikaanse slasher-film uit 1988, geregisseerd door Renny Harlin. De film is een rechtstreeks vervolg op het vorige deel, Dream Warriors.

## Verhaallijn
Kristen, Joey en Kincaid hoeven niet meer in het ziekenhuis te verblijven. Ze leiden nu een normaal leven en gaan naar de middelbare school. Kristen is nu de beste vriendin van Alice en heeft een relatie met Alices broer, Rick. Ook gaat ze om met Sheila en Debbie.
Wanneer Kristen opnieuw last krijgt van nare dromen, denkt ze dat Freddy Krueger hier weer achter zit. Tijdens een van haar dromen, trekt ze Kincaid en Joey met zich mee. Zij zijn niet zo blij hiermee, aangezien ze de incident met Freddy achter zich willen laten. De avond erna krijgt Kincaid zelf ook een nachtmerrie. Hij bevindt zich op de plek waar Freddy is begraven en ziet hoe die weer tot leven wordt gewekt. Vervolgens zet Freddy onmiddellijk zijn spelletje door en vermoordt de hulpeloze jongen. Daarna is ook Joey aan de beurt. Freddy zoekt hem op in zijn slaapkamer als Joey in slaap valt en vermoordt ook hem.
De volgende avond wordt ook Kristen opgezocht. Dan blijkt dat Freddy haar hulp nodig heeft. Kristen is namelijk de enige minderjarige bewoner op Elm Street en Freddy wil meer kinderen. Hij weet dat ze andere mensen in haar dromen kan roepen en wil op deze manier alle tieners van de stad vermoorden. Kristen weigert en probeert aan niemand te denken. Maar net voordat ze vermoord wordt, schreeuwt ze om hulp voor Alice. Terwijl Kristen in de ketelruimte wordt gegooid en levend wordt verbrand, lukt het haar nog net om haar krachten door te geven aan Alice. Zo bezit zij de krachten en Freddy de zielen.
Terwijl Alice op een school een toets maakt, valt ze per ongeluk in slaap. Ze trekt ook Sheila mee in haar droom. Terwijl Sheila vermoord wordt door Freddy, staat Alice machteloos. In het echt lijkt Sheila een astma-aanval te hebben. Wanneer Alice iedereen ervan probeert te overtuigen dat Freddy hierachter zit, denkt iedereen dat Alice gek begint te worden. Niet veel later wordt ook Rick vermoord door Freddy. Alice vraagt om hulp bij Dan, de gene op wie ze verliefd is. Samen proberen ze naar Debbie te gaan, aangezien zij de volgende is om aan de beurt te komen. Maar Freddy zorgt ervoor dat, als ze in de auto zitten, ze rondjes blijven rijden. Vervolgens overlijdt Debbie ook door Freddy.
Freddy gaat naar Alice en Dan. Alice probeert hem af te schudden, maar raakt daardoor betrokken een auto-ongeluk. Dan is nu bewusteloos en ligt in het ziekenhuis. Alice probeert hem te redden, aangezien Freddy nu de kans heeft om Dan te vermoorden. Het lukt haar om Dan tijdelijk van Freddy te redden, maar ze belanden zo in een kerk. Alice staat er alleen voor, wanneer Dan wakker wordt gemaakt door een dokter.
Alice en Freddy vechten het in een ultieme confrontatie uit; de kerk is het strijdtoneel. Alice weet hem te verslaan door hem zijn eigen beeltenis te laten zien. De zielen mogen ontsnappen en Freddy lijkt nu echt dood.

## Rolverdeling
| Acteur         | Personage            |
| -------------- | -------------------- |
| Lisa Wilcox    | Alice Johnson        |
| Robert Englund | Freddy Krueger       |
| Tuesday Knight | Kristen Parker       |
| Danny Hassel   | Dan Jordan           |
| Ken Sagoes     | Roland Kincaid       |
| Rodney Eastman | Joseph 'Joey' Crusel |
| Andras Jones   | Rick Johnson         |
| Brooke Theiss  | Debbie Stevens       |

## Achtergrond
- In de bioscoop, waar Alice naartoe gaat, hangt een poster van Reefer Madness II: The True Story.
- De fictieve plek waar Alice werkt, heet Crave Inn. Deze naam is afgeleid van Wes Craven, de maker van de films.
- Van alle films in de serie bracht dit deel het meeste geld op, totdat Freddy vs. Jason (2003) uitkwam.
- Tuesday Knight, de actrice die Kristen speelde, zong ook de theme.
- Regisseur Dick Maas werd in eerste instantie benaderd om dit deel van de serie te maken. Omdat Maas zelf druk was met de productie van Amsterdamned, sloeg hij dit aanbod echter af.[1]